# Maciej Czyżowicz
Maciej Czyżowicz (Szczecin, 28 de janeiro de 1962) é um ex-pentatleta polaco, campeão olímpico. 

## Carreira
Maciej Czyżowicz representou seu país nos Jogos Olímpicos de 1988, 1992 e 1996, na qual conquistou a medalha de ouro, no pentatlo moderno, por equipes, e no individual em 1992. 